# Tobias H. Strömer
Tobias H. Strömer (* 1. Mai 1960 in Rheydt) ist ein deutscher Rechtsanwalt, Autor und Inhaber der Kanzlei Strömer Rechtsanwälte in Düsseldorf.

## Leben
Tobias Strömer war einer der ersten deutschen Rechtsanwälte, die sich mit dem Recht des Internets befassten. Seit 1995 ist er ständiger Ansprechpartner in Fernsehen, Rundfunk und Presse für Fragen zum Internetrecht und trat in weit über hundert Sendungen, unter anderem bei stern TV, auf. Tobias H. Strömer ist zudem immer wieder Gast der Sendung Aktuelle Stunde des Westdeutschen Rundfunks. 1997 erschien die erste Auflage seines Standardwerks Online-Recht.
Nach seinem rechtswissenschaftlichen Studium in Passau, Bonn und Lille (Frankreich) absolvierte Tobias H. Strömer 1987 sein erstes juristisches Staatsexamen in Düsseldorf. Schon während seines Studiums verbrachte er ein Jahr als Fremdsprachenassistent in Frankreich. Im Rahmen des sich anschließenden juristischen Vorbereitungsdienstes war er unter anderem im Pariser Büro der Kanzlei Heuking Kühn tätig. Tobias H. Strömer ist seit 1990 als Rechtsanwalt in Frankfurt, seit 1994 in Krefeld und seit 1997 in Düsseldorf zugelassen. Seit dem Jahr 2008 ist er zusätzlich Fachanwalt für gewerblichen Rechtsschutz.
Die Kanzlei Strömer Rechtsanwälte berät vor allem kleinere und mittlere Unternehmen in Fragen des Internet- und Medienrechts, insbesondere im Markenrecht, Wettbewerbsrecht, Urheberrecht und Persönlichkeitsrecht. Die lange umstrittene Frage der Zulässigkeit einer Nutzung fremder Marken und Unternehmenskennzeichen als AdWord ließ die Kanzlei für Mandanten vom Bundesgerichtshof in den Entscheidungen Beta Layout und PCB Pool beantworten.

## Werke
- Onlinerecht, dpunkt.verlag, Heidelberg, 4. Auflage 2006, ISBN 978-3-932588-25-9.
- Das ICANN-Schiedsverfahren, Verlag Recht und Wirtschaft, Heidelberg 2002, ISBN 978-3-8005-1311-6.
- L'Allemand Juridique, Presses Pocket, Paris 1998, ISBN 978-2-266-04021-1 (gemeinsam mit Isabelle Laufer und Helmut Heide)
- Rechtsfragen beim Internet-Marketing in: Thorsten Schwarz (Hrsg.), Leitfaden Online-Marketing, 2007, ISBN 978-3-00-020904-8.
- Website: Rechtsgrundlagen für Vereine in: Geckle (Hrsg.), Der Verein – Das Organisationshandbuch für die Vereinsführung, Haufe Mediengruppe, 2006, ISBN 3-8092-1574-0.
- Das ICANN-Schiedsverfahren in: Barabas/Rossbach (Hrsg.), Internet – E-Business-Strategien für die Unternehmensentwicklung, Heidelberg 2000, dpunkt Verlag, ISBN 3-932588-89-4.
- Recht im Internet, in: Emery, Internet im Unternehmen – Praxis und Strategien, Heidelberg 1996, dpunkt Verlag, ISBN 3-920993-32-2.
- Die »veranlasste Initiativunterwerfung« - ein untauglicher Versuch? in: WRP 2008, 1148 (gemeinsam mit Andreas Grootz)
- Domains in Treuhandverwaltung in: K&R 2004, 384.
- »Umgehen« des Kopierschutzes nach neuem Recht in: K&R 2004, 14.